# Eulepidotis vincentiata
Eulepidotis vincentiata är en fjärilsart som beskrevs av Stoll 1787. Eulepidotis vincentiata ingår i släktet Eulepidotis och familjen nattflyn. Inga underarter finns listade i Catalogue of Life.

## Bildgalleri

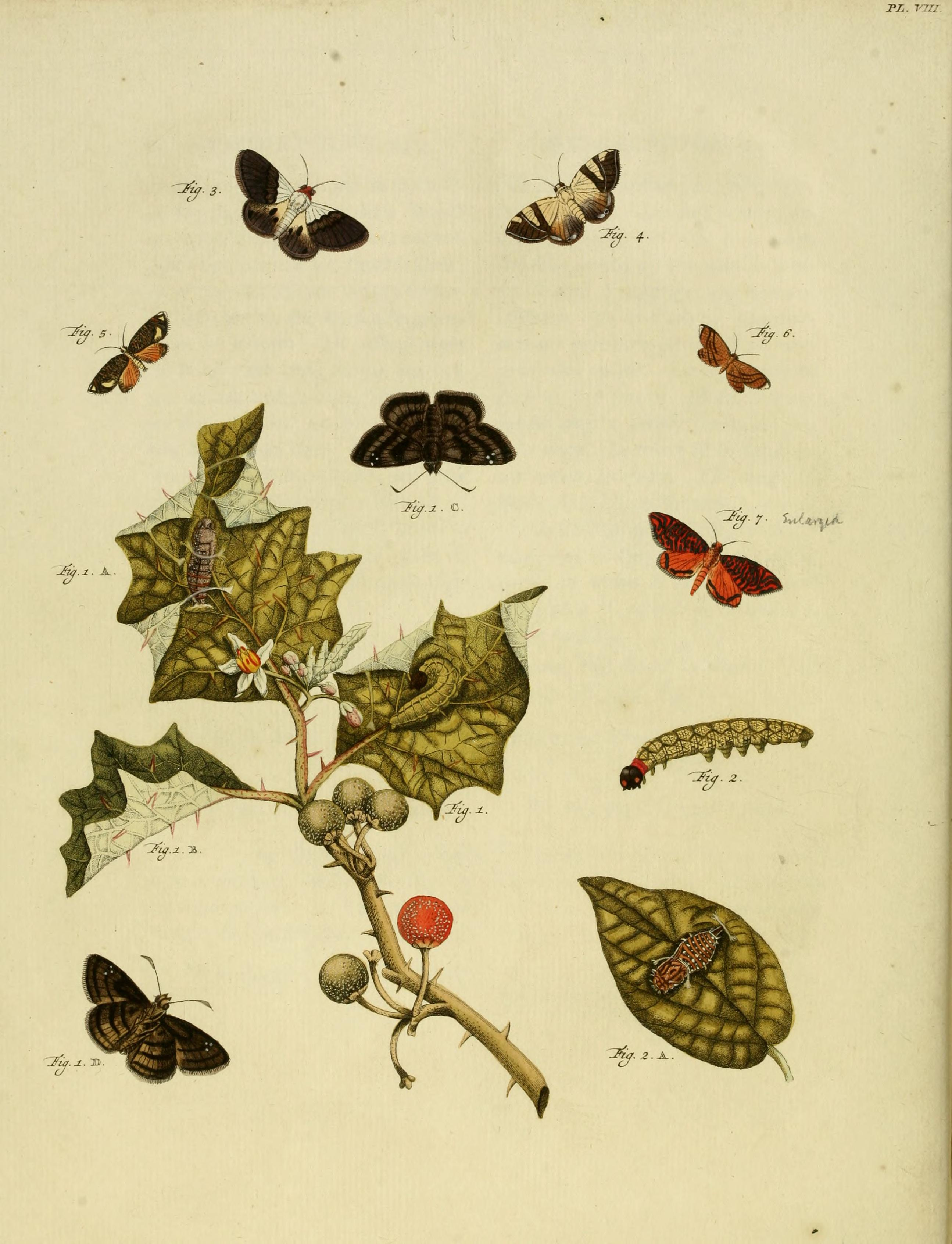